# Blepharicera yankovskyi
Blepharicera yankovskyi är en tvåvingeart som först beskrevs av Alexander 1953.  Blepharicera yankovskyi ingår i släktet Blepharicera och familjen Blephariceridae. Inga underarter finns listade i Catalogue of Life.